# Маунт-Вернон (Индиана)
Маунт-Вернон (англ. Mount Vernon) — город и административный центр округа Пози в штате Индиана в Соединённых Штатах Америки.
Согласно данным переписи населения США 2020 года число жителей города 
составляло 6 493 человек, что, для такого небольшого населённого пункта, существенно меньше, чем было во время предыдущей переписи проводившейся в 2010 году (6 687 человек).

## История
Первым постоянным европейским поселенцем на этой земле стал в 1806 году Эндрю МакФейден (англ. Andrew McFaden) и эти места стали называть Утёс МакФейдена (англ. McFaden's Bluff). Поселение Маунт-Вернон появилось на картах в 1816 году, но некоторое время ёщё продолжало называться Утесом МакФейдена. Новое название было дано в честь плантации Маунт-Вернон принадлежавшей Джорджу Вашингтону — первому президенту США.
В 1818 году в городе Маунт-Верноне было открыто первое отделение Почтовой службы США.
Несколько архитектурных объектов города были включены в Национальный реестр исторических мест США.

## География
Маунт-Вернон расположен в юго-западном углу штата, в пределах 15 миль (24 км) от самой южной или самой западной точки, это самый западный город в Индиане. Самым же южным городом штата является Рокпорт — административный центр округа Спенсер, находящийся на берегах реки Огайо примерно в 40 милях (64 км) к юго-востоку от Маунт-Вернона.
Согласно данным Бюро переписи населения США, общая площадь Маунт-Вернона составляет 2,86 квадратных миль (7,41 км2), из которых 2,81 квадратных миль (7,28 км2 или 98,25%) — это суша и 0,05 квадратных миль (0,13 км2 или 1,75%) — водная поверхность.

## Климат
Климат в этой области характеризуется жарким влажным летом и, как правило, мягкой или прохладной зимой. Согласно системе классификации климата Кёппен, в Маунт-Верноне влажный субтропический климат, сокращенно обозначаемый аббревиатурой «Cfa» на климатических картах.